# 吉奧·厄爾薛拉
吉奧凡尼·厄爾薛拉（英語：Giovanny "Gio" Urshela，1991年10月11日—），為美國職棒大聯盟的三壘手，目前效力於運動家，先前曾效力過印地安人、藍鳥、洋基、雙城、天使、老虎與勇士等隊。

## 生平

### 職業生涯

#### 克里夫蘭印地安人
2008年，厄爾薛拉以國際自由球員的身分與印地安人隊簽約。2009年開啟他的職業生涯，陸續在多明尼加夏聯、亞利桑那秋聯出賽。2010年到2013年間，厄爾薛拉穩定地從小聯盟1A升上2A。2013年，他還代表哥倫比亞國家隊參加2013年世界棒球經典賽資格賽。
2014年，厄爾薛拉升上3A，季後列名大聯盟40人名單當中。2015年季前，他在印地安人的新秀排行中排名第4。2015年6月8日，他被拉上大聯盟。6月11日，他擊出大聯盟首安和首轟。
2017年，厄爾薛拉代表哥倫比亞國家隊參加世界棒球經典賽。該年他在印地安人出賽67場比賽，打擊率2成24。
2018年開季，厄爾薛拉進入傷兵名單。他在5月4日遭到球隊給指定讓渡，總計他在印地安人隊的打擊率為2成25。

#### 多倫多藍鳥
2018年5月9日，印地安人將厄爾薛拉交易至藍鳥隊，換取現金與一名日後指定球員。6月26日，他又遭到球隊給指定讓渡，並於7月3日度過讓渡程序，下放至3A。總計他僅代表藍鳥出賽19場，打擊率2成33，1轟3分打點，在藍鳥3A則留下打擊率2成44的成績。

#### 紐約洋基
2018年8月4日，藍鳥隊用厄爾薛拉向洋基隊交易現金，剩下球季厄爾薛拉都待在洋基3A。打擊教練菲爾·普蘭提爾幫助厄爾薛拉調整他的打擊姿勢，使他的成績有所起色。
2019年，因為洋基隊陣中三壘手米格爾·安杜哈爾的右肩盂唇撕裂，厄爾薛拉接替了三壘位置。該年厄爾薛拉的打擊成績開始有所進步，打擊率3成19，20轟73分打點皆是生涯新高。8月29日，厄爾薛拉因為左腹股溝受傷而進入傷兵名單，之後則因為手術而提前結束賽季。
2020年，厄爾薛拉榮膺三壘先發，在縮水賽季的60場比賽中出賽43場，期間僅在8月底因為鼠蹊傷勢而短暫缺席。他在2020年賽季的打擊三圍為.298/.368/.490，附帶全壘打6次，打點30分，此外他在守備方面冠於全聯盟（.992守備率）。9月30日，厄爾薛拉在美聯外卡系列賽第二場擊出滿貫砲，幫助洋基晉級。

## 外部連結
- 球員資訊和成績在MLB，ESPN，Baseball-Reference，Fangraphs（英文）
- 吉奧·厄爾薛拉的X（前Twitter）
- 吉奧·厄爾薛拉的Instagram帳戶